# 傑莉·海爾
揚娜·奧歷山德里芙娜·舍馬耶娃（羅馬化：Yana Oleksandrivna Shemaieva；1995年10月21日—），艺名杰莉·海尔（英語： /ˈdʒɛr⁽ʲ⁾ːi ˈɦɛjl/），乌克兰歌手、词曲作者和YouTuber。于2012年推出YouTube频道并发布视频博客和翻唱，从此开始了她的职业生涯。
海爾于2017年开始了她的职业音乐生涯，并与Vidlik Records合作发行了她的首张专辑我的家在哪。她后来发行了单曲，这首歌成为乌克兰最热门的五首歌曲之一。她的首张录音室專輯我是揚娜于2019年10月发行。自开通YouTube频道以来，海爾的累计观看次数已超过3490万次，订阅者人数达39.5万。她与阿廖娜阿廖娜一同代表乌克兰参加了2024年歐洲歌唱大賽憑歌曲特蕾莎&瑪莉亞獲得季軍。

## 早年生活
揚娜·舍馬耶娃出生于乌克兰首都基輔附近市郊城市瓦西里基夫。她的父母都是商人。海尔曾在基辅的音乐学校就读，就读于基輔格里埃爾音樂學院和烏克蘭國立音樂學院。